# Prodikos z Keos
Prodikos z Keos (V w. p.n.e.) – filozof starogrecki, obok Protagorasa i Gorgiasza jeden z najwybitniejszych sofistów, twórca sławnej przypowieści o Heraklesie na rozdrożu.
Badacze przypuszczają, że urodził się na Keos między 470 a 460. Prawdopodobnie był uczniem Protagorasa. Prowadził życie zawodowego sofisty, nauczał za pieniądze w wielu miastach przede wszystkim w centrum greckiej kultury, Atenach. W Atenach wielokrotnie reprezentował interesy swojej polis, na której pełnił jakieś funkcje publiczne. Jego działalność przypada na czasy wojny peloponeskiej - znamy go także z mniej lub bardziej prześmiewczych wątków z dzieł Arystofanesa i Platona. Nie wiemy kiedy umarł, żył jeszcze w 399. Wśród jego uczniów mieli być Sokrates, Eurypides, Teramenes i Izokrates.

## Myśl

### Wartość wymowy i wynalezienie synonimiki
Fakt, że Prodikos był zawodowym nauczycielem wymowy wpłynął na postać jego filozofii. Naukę wymowy opierał na umiejętności odróżniania znaczeń wyrazów. Przekonanie, że z każdego słowa da się wydobyć nieskończoną ilość odcieni znaczeniowych skłoniło go to do sądu o najwyższej wartości wymowy: jako że dzięki istnieniu nieskończonej ilości odcieni znaczeniowych za pomocą wymowy można nakłonić do każdego działania. Wymowa jest więc największą istniejącą siłą. Przez wprowadzenie rozważań o wieloznaczności słów Prodikos stał się wynalazcą synonimiki.

### Etyka przypowieści o Heraklesie na rozdrożu
Prodikos jest autorem słynnej przypowieści o Heraklesie na rozstaju dróg. Najbardziej znaną wersję przekazuje Ksenofont we Wspomnieniach o Sokratesie (II, 1, 23-25). Opowiada, że Herakles w wieku młodzieńczym udał się w odosobnienie; ukazały mu się wtedy dwie kobiety - Areté (cnota) i Kakia (występek), oznaczające dwie drogi które Herakles może obrać w życiu. Kakia przedstawia Heraklesowi wizję życia pozbawionego wszelkich trudów, za to pełnego rozkoszy, Arete życia pełnego trudów, ale obfitującego w "piękne i chwalebne czyny". Przez wiele stuleci opowieść Prodikosa uznawano za pochwałę trudu samego dla siebie, za pochwałę bezinteresownej aktywności. Dziś uznaje się ją nie za pochwałę bezinteresowności, ale za wyraz utylitaryzmu, jako że wszystkie opierają się na schemacie osiągania dokładnie określonych korzyści z określonych czynów (np. "jeśli chcesz mieć obfite plony, musisz uprawiać ziemię", "jeśli chcesz cieszyć się poważaniem, musisz być pożyteczny") - w ten sposób Prodikos przekształca dawne rozumienie cnoty, utożsamiając ją ze szczęściem i umiarkowaną przyjemnością, przy czym uznaje, że osiągnąć je można tylko przez działania pożyteczne.     